# 札幌農學校
札幌農學校（さっぽろのうがっこう）是日本明治初期設置於北海道札幌市的教育機構，亦是日本早期有授予學士學位的教育機構之一。札幌農學校與札幌以至整個北海道的開拓史有著緊密的聯繫，除著札幌的迅速發展，札幌農學校的規模也日益擴張，發展成東北帝國大學農科大學、北海道帝國大學，最後變成今日的北海道大學。現在的北海道著名景點之一札幌市鐘樓，就是由札幌農學校的演練操場改建過來的。

## 历史

### 開拓使臨時學校
1869年，日本政府正式開始進行開拓北海道的事務，並把札幌建成北海道的本府。目前位於東京都港區芝公園的增上寺在1872年有方丈購地加建開拓使臨時學校（首任校長為荒井郁之助），目的是為了訓練一批對開拓北海道事業方面有幫助的人材，後來該臨時學校遷移到札幌當地，並加以大規模擴建。
臨時學校的首年度全收生數量為120名（政府供讀者60名，私人供讀者60名），年齡層則包括普通學校的初級（14歲至20歲）和普通學校二級（20歲至25歲），再將學生分配到各個專門學科。同年9月，臨時學校加設女校（只招收50名政府供讀的學生）。不過，這批由政府資助供讀的女學生，必須立誓畢業後要與有北海道戶籍的人士結婚。

### 札幌農學校
1875年，札幌本府已經歷了五年的建設，當地開拓官員將由東京遷移至北海道石狩國札幌郡附近的臨時學校集中並改建成小村的形態，於舊曆七月廿九改稱為「札幌學校」。這時候，札幌學校歸由開拓使札幌本廳學務局所管轄，並於同年9月7日舉行創校儀式。1876年，札幌學校改名為「札幌農學校」，並於該年9月再次舉行新的創校儀式。可是，在8月24日先行開設札幌女學校，卻於1876年被廢校。女學校所遺留下的校舍，於1888年由北海道廳改建成北海道廳舊紅磚廳舍，作為開拓使、札幌縣及北海道廳的總廳舍。

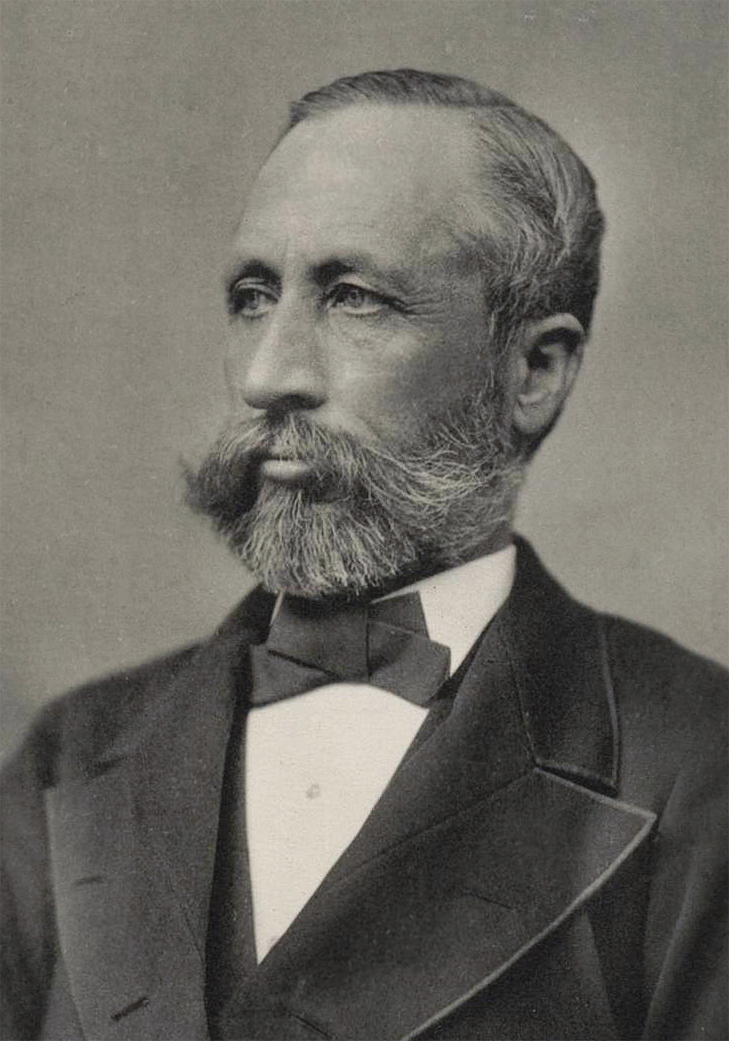
威廉·史密斯·克拉克

札幌農學校的首任校長調所廣丈，聘請了來自麻省的威廉·史密斯·克拉克為校長。克拉克曾在札幌農學校留下八個月，並以其科學精神及基督教道德精神薰陶了一班有為的年青人，包括佐藤昌介、新渡戶稻造、內村鑑三等人。以新渡戶稻造等人為中心，被稱為（札幌集團）的這群學者，對於日後的北海道開拓，以至整個日本的發展都有一定的影響力。
1882年，北海道的人口超越了20萬人，於是日本政府廢除了開拓使與及相關機構，改置函館縣、札幌縣及根室縣三個縣。札幌農學校則交由農商務省所管轄。由於鐵路得到開通，由札幌到小樽一帶連接對外碼頭的路徑得到改善，在此時無論是政治層面，還是交通及經濟層面也好，札幌的城市地位都變得十分優越。可是，在1884年，內閣府書記官金子堅太郎奉伊藤博文之命，到北海道視察時對札幌農學校發出頗嚴酷的評價：「在實務方面沒有什麼實際功效（実業に暗く役に立たない）。」此事對札幌農學校以至整個北海道的發展都有著一定的打擊。1886年，日本政府廢除之前所置的三個縣，而改設北海道廳。

### 多次改組
另一方面，自從北海道於1875年5月實行屯田兵制度開始，至1880年代時期北海道人口已超越30萬人，工作機會沒那麼多的情況下，農用土地開始變得不敷應用，各種主流產業（如煤炭業、礦業）亦出現飽和的現象。由於當地未能發展新產業，於是很多從札幌農學校畢業的學生為求理想的個人發展，都從北海道本地流出，直接令北海道的生產力及勞動力大大降低。為了阻止這個惡劣現象的持續，北海道政府了解到本土必須發展農業以外的其它高等教育。
雖然打算新增教學內容，但仍受限於資金，此後終於在1897年，日本動用從甲午戰爭擊敗清朝軍隊所取得的大筆賠償金，設立京都帝國大學，隨後更將帝國大學的規模延展到日本各地，包括北海道。最終於1907年9月，札幌農學校被改為東北帝國大學的分科大學（農科大學）。其後到1918年，北海道帝國大學正式設立，「東北帝國大學農科大學」（即前札幌農學校）亦移交北海道帝國大學所管理；1919年2月，根據大學的調配令，「北海道帝國大學農科大學」正式改組為「北海道帝國大學農學部」，並同時設置醫學部。此後於1924年及1930年分別設置工學部及理學部，北海道帝國大學實際已擴充成一所集合多元化高等教育的大學。戰後恢復了正常的教學後，隨著歷史的演變，成為今日北海道，乃至於今日日本著名學府「北海道大學」。
當中的詳細歷史，請參考東北大學、北海道大學。後來的發展亦請參考北海道大學

## 外部連結
- （日語）札幌農学校第二農場（北海道大学）
- （日語）札幌農學校簡介
- （日語）都道府縣人口（1884年－2000年）
- （日語）札幌人口（1895年－2005年）